# Hygrophila baronii
Hygrophila baronii är en akantusväxtart som beskrevs av Spencer Le Marchant Moore. Hygrophila baronii ingår i släktet Hygrophila och familjen akantusväxter. Inga underarter finns listade i Catalogue of Life.